# Canal quàntic
En teoria de la informació quàntica, un canal quàntic és un canal de comunicació que pot transmetre informació quàntica, així com informació clàssica. Un exemple d'informació quàntica és l'estat d'un qubit. Un exemple d'informació clàssica és un document de text transmès per Internet.

Configuració per a una prova de campana "d'un sol canal" La font S produeix parells de "fotons", enviats en direccions oposades. Cada fotó es troba amb un únic canal (per exemple, "munt de plaques") polaritzador l'orientació del qual pot ser fixada per l'experimentador. Els senyals emergents es detecten i les coincidències es compten pel monitor de coincidències CM. Svg d'inkscape de George Stamatiou basat en el treball de C.thompson (png)

Més formalment, els canals quàntics són mapes de preservació de traces completament positius (CP) entre espais d'operadors. En altres paraules, un canal quàntic és només una operació quàntica vista no només com la dinàmica reduïda d'un sistema, sinó com una canalització destinada a transportar informació quàntica. (Alguns autors utilitzen el terme "operació quàntica" per incloure també mapes que disminueixen la traça mentre reserven "canal quàntic" per a mapes estrictament de preservació de traces).

## Canal quàntic sense memòria
Assumirem de moment que tots els espais d'estats dels sistemes considerats, clàssics o quàntics, són de dimensions finites.
El sense memòria del títol de la secció té el mateix significat que en la teoria clàssica de la informació: la sortida d'un canal en un moment donat només depèn de l'entrada corresponent i no de cap de les anteriors.

### Imatge de Schrödinger
Considereu els canals quàntics que només transmeten informació quàntica. Aquesta és precisament una operació quàntica, les propietats de la qual ara resumim.
Deixar {\displaystyle H_{A}} i {\displaystyle H_{B}} siguin els espais d'estats (espais de Hilbert de dimensions finites) dels extrems emissor i receptor, respectivament, d'un canal. {\displaystyle L(H_{A})} indicarà la família d'operadors {\displaystyle H_{A}.} A la imatge de Schrödinger, un canal purament quàntic és un mapa {\displaystyle \Phi } entre les matrius de densitat que actuen {\displaystyle H_{A}} i {\displaystyle H_{B}} amb les següents propietats:
1. Tal com requereixen els postulats de la mecànica quàntica, ha de ser lineal.
2. Com que les matrius de densitat són positives, ha de preservar el con dels elements positius. En altres paraules, és un mapa positiu.
3. Si una ancilla de dimensió finita arbitrària n està acoblada al sistema, llavors el mapa induït on I n és el mapa d'identitat de l'ancilla, també ha de ser positiu. Per tant, cal que és positiu per a tots els n . Aquests mapes s'anomenen completament positius.
4. Les matrius de densitat s'especifiquen per tenir traça 1, per tant ha de conservar el rastre.

Els adjectius completament positius i preservació de traces utilitzats per descriure un mapa són de vegades abreujats CPTP . A la literatura, de vegades la quarta propietat es debilita de manera que {\displaystyle \Phi } només cal que no augmenti la traça. En aquest article, s'assumeix que tots els canals són CPTP.

### Imatge de Heisenberg
Les matrius de densitat que actuen sobre H A només constitueixen un subconjunt propi dels operadors de H A i el mateix es pot dir del sistema B . No obstant això, un cop un mapa lineal {\displaystyle \Phi } entre les matrius de densitat s'especifica, un argument de linealitat estàndard, juntament amb el supòsit de dimensions finites, ens permet ampliar {\displaystyle \Phi } exclusivament per a tot l'espai d'operadors.